# Kirk Windstein

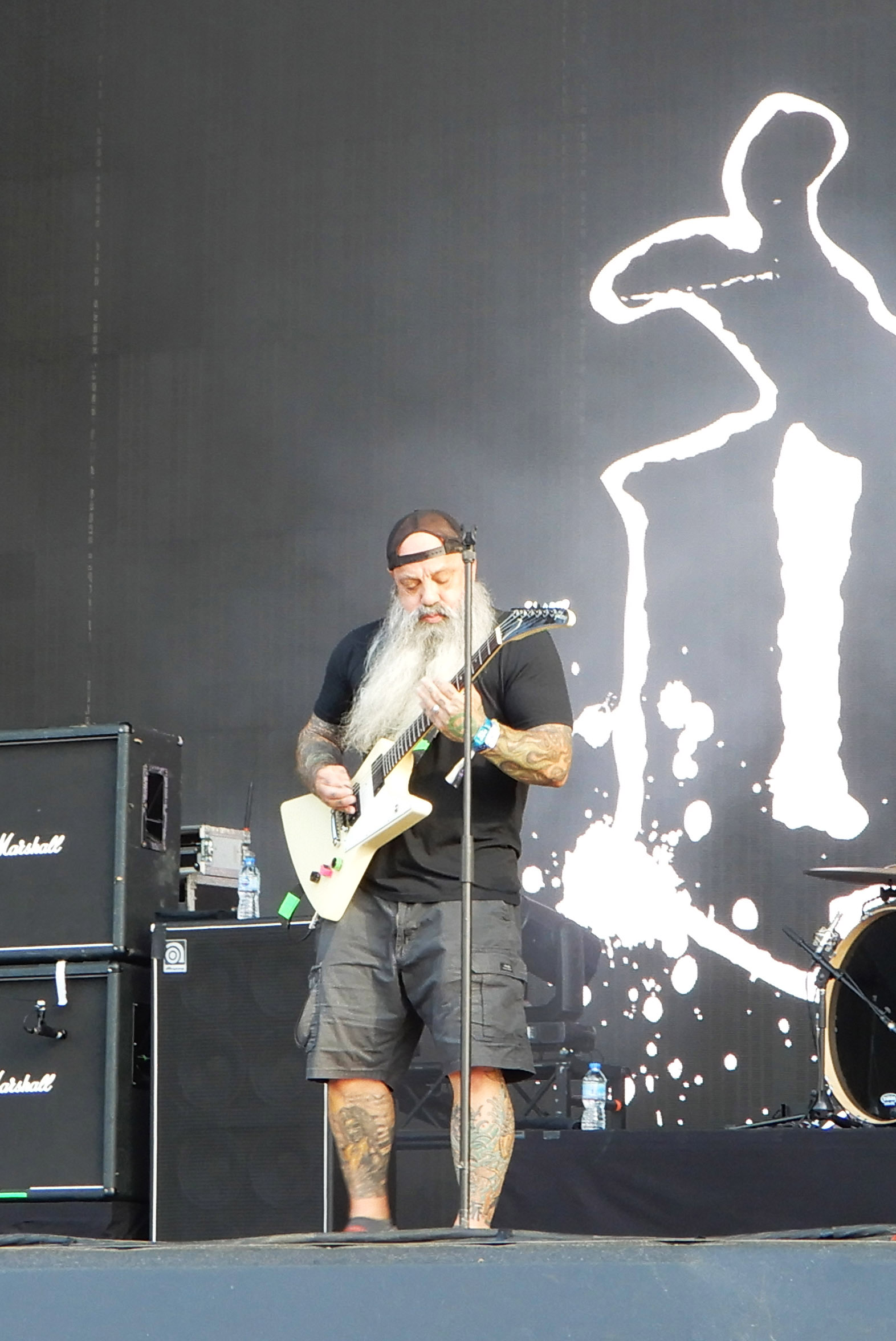
Kirk Windstein au Hellfest 2022

Kirk Windstein (né le 14 avril 1965 dans le Middlesex en Angleterre) est un guitariste et chanteur américain de sludge metal avec les groupes, Crowbar.
Windstein est le guitariste et chanteur du groupe Crowbar, ainsi que le guitariste du groupe Down. En février 2005 il forme avec le leader de Hatebreed Jamey Jasta le groupe Kingdom of Sorrow. Il est considéré comme l'un des pères du sludge metal.

## Carrière

### Début et Crowbar
Windstein commence sa carrière en 1985 avec le groupe Victorian Blitz, jouant principalement des reprises de Iron Maiden et Judas Priest. Windstein est alors le second guitariste du groupe. Victoria Blitz ne connait pas un grand succès et Kirk Windstein rejoint ensuite le groupe de punk hardcore Shell Shock, en 1988. Il se lie d'amitié avec le batteur du groupe, Jimmy Bower, et ils se mettent alors à enregistrer le premier album du groupe, No Tomorrow. Le groupe se sépare cependant après le suicide du guitariste Mike Hatch. À la suite du décès de Hatch, Bower et Windstein décident de reformer un nouveau groupe appelé Aftershock ; ils engagent le guitariste Kevin Noonan et le bassiste Mike Savoie et développe un style différent, mélangeant du doom metal du punk hardcore à un son plus bas. Une première démo sort en 1989 et le groupe se re-nomme Wrequiem. À cette époque Savoie quitte le groupe et est remplacé par Todd Strange. Au début des années 1990, le groupe change encore une fois de nom pour s'appeler The Slugs. Après la sortie d'une deuxième démo, le groupe se sépare à nouveau. Windstein décide de rejoindre le groupe Exhorder, bien qu'avec Strange, ils décident de reformer le groupe, incluant Craig Nunenmacher à la batterie, et nomment leur groupe Crowbar, au milieu de l'année 1991.
Le groupe signe un premier contrat avec le label indépendant Pavement Records et enregistre, à la fin de l'année 1991, le premier album : Obedience Thru Suffering. En 1993, le groupe enregistre son second album, avec Phil Anselmo (chanteur de Pantera) à la production, qui sort le 12 octobre 1993 : Crowbar, qui obtient un certain succès commercial, avec les titres All I Had (I Gave), Existence is Punishment et une reprise de Led Zeppelin, No Quarter. L'émission phare des années 1990, Headbangers Ball, sur MTV, diffuse le clip du titre All I Had (I Gave) et l'émission satirique Beavis et Butt-Head diffuse quelques titres. Grâce à ce succès, le groupe tourne avec Pantera ; ils apparaissent tous deux sur le DVD de Pantera : Home Video 3.
À partir de 1995, Anselmo forme, avec Pepper Keenan (Corrosion of Conformity), Jimmy Bower (Eyehategod) et Kirk Windstein, le groupe Down et l'album NOLA sort cette même année. Entre-temps, Crowbar fait presque un album par an, Time Heals Nothing et Broken Glass en 1995, Odd Fellows Rest en 1998. À la fin de l'année 2000, Crowbar se met en hiatus indéfiniment, Windstein en profite pour enregistrer avec ses partenaires de Down le second album du groupe, Down II: A Bustle in Your Hedgerow. Après une longue tournée avec Down, Kirk Windstein revient avec Crowbar et enregistre l'album Lifesblood for the Downtrodden, en 2005.

### Projets parallèles
Down se forme en 1991 avec Phil Anselmo, Todd Strange (Crowbar), Jimmy Bower, Pepper Keenan et Windstein. Le premier album, NOLA, sort en 1995, sur Elektra Records ; album certifié disque d'or aux États-Unis. Après une longue tournée, chaque membre du groupe repart dans sa formation respective. Crowbar enregistre alors trois albums, avant qu'en 2002, Down ne se reforme pour sortir l'album Down II: A Bustle in Your Hedgerow. Le groupe apparaît pour la première fois sur la seconde scène de l'Ozzfest. À la suite de la tournée An Evening With... Down, encore une fois, chaque membre retourne avec son groupe respectif, ce qui permet à Windstein d'enregistrer l'album Life's Blood for the Downtrodden avec Rex Brown (Pantera) à la basse. À la suite du décès de Dimebag Darrell et la séparation de Pantera en 2007, Anselmo se reconcentre sur Down et décide de contacter chaque membre du groupe (à l'exception de Todd Strange remplacé par Rex Brown) pour enregistrer le troisième album, Down III: Over the Under.
Kingdom of Sorrow, autre projet parallèle de Windstein, avec Jamey Jasta (Hatebreed), entourés de Steve Gibb, Derek Kerswill et Matthew Brunson, sort son premier album éponyme, en février 2008.

## Vie privée
Windstein, sa femme Nicole et leur fille Haleigh (née le 19 mars 2003, vivent à La Nouvelle-Orléans. Bien que né en Angleterre, Windstein est de nationalité américaine, son père était un soldat américain basé au Royaume-Uni ; quelques mois après sa naissance, la famille Windstein revient dans son état d'origine, la Louisiane.
En août 2010, Windstein annonce qu'il ne participe pas au Ozzfest 2010 (avec Kingdom of Sorrow) et déclare qu'il entre en cure de désintoxication pour son addiction à l'alcool.

## Discographie

### Crowbar
| Année | Titre                                | Label                 |
| ----- | ------------------------------------ | --------------------- |
| 1991  | Obedience Thru Suffering             | Pavement Records      |
| 1993  | Crowbar                              | Pavement Records      |
| 1994  | Live +1 (EP)                         | Pavement Records      |
| 1995  | Time Heals Nothing (en)              | Pavement Records      |
| 1996  | Broken Glass (en)                    | Pavement Records      |
| 1998  | Odd Fellows Rest                     | Pavement Records      |
| 2000  | Equilibrium (en)                     | Spitfire Records (en) |
| 2001  | Sonic Excess in Its Purest Form (en) | Spitfire Records (en) |
| 2005  | Lifesblood for the Downtrodden (en)  | Candlelight Records   |
| 2011  | Sever the Wicked Hand                | E1 Music              |
| 2014  | Symmetry in Black (en)               | E1 Music              |

### Down
| Année | Titre                              | Label              | Autres informations |
| ----- | ---------------------------------- | ------------------ | ------------------- |
| 1995  | NOLA                               | Elektra Records    | Platine             |
| 2002  | Down II: A Bustle in Your Hedgerow | Elektra Records    |                     |
| 2007  | Down III: Over the Under           | Warner Music Group |                     |

### Kingdom of Sorrow
| Année           | Titre                          | Label           |
| --------------- | ------------------------------ | --------------- |
| 19 février 2008 | Kingdom of Sorrow (en)         | Relapse Records |
| 8 juin 2010     | Behind the Blackest Tears (en) | Relapse Records |

## Équipement

### Guitares
- ESP Viper (Black)
- ESP Viper Baritone
- ESP Viper Custom (Red)
- ESP Eclipse Ambery Cherry Sunburst
- Gibson SG VooDoo (2005 With Crowbar)
- Gibson SG Standard Black (2005 With Crowbar)
- Gibson SG Gothic (Down 2002, Crowbar 2005, Kingdom of Sorrow 2008) [3]
- Fender Stratocaster White (2009 Tour With Down)
- ESP Viper Custom Purple Le Fleur-de-lis (2010 crowbar)
- Gibson Explorer White (Down)
- Maxon Effects Pedals
- Boss Metal Zone MT-2 pedal (Used for boost with Crowbar, EQ all at noon, level cranked, drive at 0)

### Amplification
- Orange Thunderverb 50 (he and Pepper Keenan are both endorsers since 2010)[4],[5]
- Marshall Amplification
- Marshall JCM800 2203X 100W Head (Down)
- Orange Rockerverb 100 (Down)
- Marshall 1960B straight front 300W 4x12 cabinets that use celestion V30speakers.
- Mesa/Boogie Standard 4x12 cabinets with celestion V30 speakers (Crowbar)
- Randall RG100ES (Crowbar, used from '88 - present)
- Randall RG3003 (Crowbar, used since 2013)
- RandalL Cyclone (Crowbar, used briefly around 2000 - 2001)
- Dean Dime D-100 (Crowbar used briefly during 2010 - 2011)
- Orange CR120H (Crowbar)

## Liens
- Site officiel Crowbar
- Site officiel Down